# Mannschaftsaufstellungen der Schacholympiade der Frauen 2004
Die Tabellen nennen die Aufstellung der Mannschaften bei der Schacholympiade der Frauen 2004 in Calvià. Es beteiligten sich 87 Mannschaften, darunter neben der A-Mannschaft eine weitere Mannschaft des Gastgeberlandes. Sie absolvierten ein Turnier über 14 Runden im Schweizer System. Zu jedem Team gehörten drei Spielerinnen und maximal eine Ersatzspielerin. Für die Platzierung der Mannschaften waren die Brettpunkte vor der Buchholz-Wertung und den Mannschaftspunkten maßgeblich. 

## Mannschaften

### 1. China
| Platz | Land                | G  | R | V | Brettp. | Mannschaftsp. |
| ----- | ------------------- | -- | - | - | ------- | ------------- |
| 1     | Volksrepublik China | 11 | 1 | 2 | 31      | 23            |
| Brett | Spielerin           | G  | R | V | Punkte  | Partien       |
| 1     | Xie Jun             | 04 | 6 | 0 | 7       | 10            |
| 2     | Xu Yuhua            | 05 | 3 | 2 | 6,5     | 10            |
| 3     | Zhao Xue            | 08 | 4 | 0 | 10      | 12            |
| R     | Huang Qian          | 06 | 3 | 1 | 7,5     | 10            |

### 2. USA
| Platz | Land               | G  | R | V | Brettp. | Mannschaftsp. |
| ----- | ------------------ | -- | - | - | ------- | ------------- |
| 2     | Vereinigte Staaten | 10 | 3 | 1 | 28      | 23            |
| Brett | Spielerin          | G  | R | V | Punkte  | Partien       |
| 1     | Susan Polgar       | 07 | 7 | 0 | 10,5    | 14            |
| 2     | Irina Krush        | 05 | 5 | 2 | 7,5     | 12            |
| 3     | Anna Zatonskih     | 07 | 5 | 2 | 9,5     | 14            |
| R     | Jennifer Shahade   | 0  | 1 | 1 | 0,5     | 2             |

### 3. Russland
| Platz | Land                    | G | R | V | Brettp. | Mannschaftsp. |
| ----- | ----------------------- | - | - | - | ------- | ------------- |
| 3     | Russland                | 9 | 3 | 2 | 27,5    | 21            |
| Brett | Spielerin               | G | R | V | Punkte  | Partien       |
| 1     | Alexandra Kostenjuk     | 5 | 4 | 2 | 7       | 11            |
| 2     | Tatjana Kossinzewa      | 3 | 2 | 4 | 4       | 9             |
| 3     | Jekaterina Kowalewskaja | 5 | 3 | 2 | 6,5     | 10            |
| R     | Nadeschda Kossinzewa    | 9 | 2 | 1 | 10      | 12            |

### 4. Georgien
| Platz | Land                   | G  | R | V | Brettp. | Mannschaftsp. |
| ----- | ---------------------- | -- | - | - | ------- | ------------- |
| 4     | Georgien               | 10 | 1 | 3 | 27,5    | 21            |
| Brett | Spielerin              | G  | R | V | Punkte  | Partien       |
| 1     | Maia Tschiburdanidse   | 05 | 7 | 1 | 8,5     | 13            |
| 2     | Nana Dsagnidse         | 07 | 3 | 2 | 8,5     | 12            |
| 3     | Lela Dschawachischwili | 06 | 4 | 2 | 8       | 12            |
| R     | Maia Lomineischwili    | 02 | 1 | 2 | 2,5     | 5             |

### 5. Frankreich
| Platz | Land              | G | R | V | Brettp. | Mannschaftsp. |
| ----- | ----------------- | - | - | - | ------- | ------------- |
| 5     | Frankreich        | 8 | 2 | 4 | 25,5    | 18            |
| Brett | Spielerin         | G | R | V | Punkte  | Partien       |
| 1     | Almira Scripcenco | 3 | 7 | 2 | 6,5     | 12            |
| 2     | Marie Sebag       | 5 | 2 | 4 | 6       | 11            |
| 3     | Silvia Collas     | 6 | 3 | 1 | 7,5     | 10            |
| R     | Sophie Milliet    | 4 | 3 | 2 | 5,5     | 9             |

### 6. Ungarn
| Platz | Land            | G | R | V | Brettp. | Mannschaftsp. |
| ----- | --------------- | - | - | - | ------- | ------------- |
| 6     | Ungarn          | 8 | 3 | 3 | 25      | 19            |
| Brett | Spielerin       | G | R | V | Punkte  | Partien       |
| 1     | Ildikó Mádl     | 3 | 6 | 3 | 6       | 12            |
| 2     | Szidónia Vajda  | 7 | 4 | 1 | 9       | 12            |
| 3     | Anita Gara      | 6 | 3 | 2 | 7,5     | 11            |
| R     | Nikoletta Lakos | 1 | 3 | 3 | 2,5     | 7             |

### 7. Slowakei
| Platz | Land            | G | R | V | Brettp. | Mannschaftsp. |
| ----- | --------------- | - | - | - | ------- | ------------- |
| 7     | Slowakei        | 8 | 2 | 4 | 25      | 18            |
| Brett | Spielerin       | G | R | V | Punkte  | Partien       |
| 1     | Eva Repková     | 4 | 5 | 3 | 6,5     | 12            |
| 2     | Regina Pokorná  | 4 | 6 | 2 | 7       | 12            |
| 3     | Zuzana Hagarová | 4 | 7 | 1 | 7,5     | 12            |
| R     | Zuzana Borošová | 4 | 0 | 2 | 4       | 6             |

### 8. England
| Platz | Land             | G | R | V | Brettp. | Mannschaftsp. |
| ----- | ---------------- | - | - | - | ------- | ------------- |
| 8     | England          | 7 | 2 | 5 | 25      | 16            |
| Brett | Spielerin        | G | R | V | Punkte  | Partien       |
| 1     | Harriet Hunt     | 8 | 3 | 2 | 9,5     | 13            |
| 2     | Jovanka Houska   | 5 | 6 | 2 | 8       | 13            |
| 3     | Heather Richards | 3 | 3 | 5 | 4,5     | 11            |
| R     | Melanie Buckley  | 2 | 2 | 1 | 3       | 5             |

### 9. Indien
| Platz | Land                     | G | R | V | Brettp. | Mannschaftsp. |
| ----- | ------------------------ | - | - | - | ------- | ------------- |
| 9     | Indien                   | 8 | 3 | 3 | 24,5    | 19            |
| Brett | Spielerin                | G | R | V | Punkte  | Partien       |
| 1     | Koneru Humpy             | 6 | 5 | 3 | 8,5     | 14            |
| 2     | Subbaraman Vijayalakshmi | 5 | 6 | 2 | 8       | 13            |
| 3     | Dronavalli Harika        | 0 | 9 | 0 | 4,5     | 9             |
| R     | Nisha Mohota             | 2 | 3 | 1 | 3,5     | 6             |

### 10. Polen
| Platz | Land               | G | R | V | Brettp. | Mannschaftsp. |
| ----- | ------------------ | - | - | - | ------- | ------------- |
| 10    | Polen              | 7 | 3 | 4 | 24,5    | 17            |
| Brett | Spielerin          | G | R | V | Punkte  | Partien       |
| 1     | Iweta Radziewicz   | 4 | 6 | 3 | 7       | 13            |
| 2     | Monika Soćko       | 3 | 5 | 2 | 5,5     | 10            |
| 3     | Joanna Dworakowska | 4 | 1 | 4 | 4,5     | 9             |
| R     | Marta Zielińska    | 5 | 5 | 0 | 7,5     | 10            |

### 11. Armenien
| Platz | Land                | G | R | V | Brettp. | Mannschaftsp. |
| ----- | ------------------- | - | - | - | ------- | ------------- |
| 11    | Armenien            | 8 | 2 | 4 | 24,5    | 18            |
| Brett | Spielerin           | G | R | V | Punkte  | Partien       |
| 1     | Elina Danieljan     | 3 | 8 | 2 | 7       | 13            |
| 2     | Lilit Mkrttschjan   | 6 | 6 | 1 | 9       | 13            |
| 3     | Nelli Aghinjan      | 2 | 2 | 3 | 3       | 7             |
| R     | Siranush Andriasian | 5 | 1 | 3 | 5,5     | 9             |

### 12. Niederlande
| Platz | Land                  | G | R | V | Brettp. | Mannschaftsp. |
| ----- | --------------------- | - | - | - | ------- | ------------- |
| 12    | Niederlande           | 8 | 2 | 4 | 24,5    | 18            |
| Brett | Spielerin             | G | R | V | Punkte  | Partien       |
| 1     | Peng Zhaoqin          | 3 | 4 | 3 | 5       | 10            |
| 2     | Tea Lanchava          | 5 | 2 | 4 | 6       | 11            |
| 3     | Petra Schuurman       | 5 | 4 | 2 | 7       | 11            |
| R     | Bianca de Jong-Muhren | 6 | 1 | 3 | 6,5     | 10            |

### 13. Litauen
| Platz | Land              | G | R | V | Brettp. | Mannschaftsp. |
| ----- | ----------------- | - | - | - | ------- | ------------- |
| 13    | Litauen           | 7 | 3 | 4 | 24      | 17            |
| Brett | Spielerin         | G | R | V | Punkte  | Partien       |
| 1     | Viktorija Čmilytė | 6 | 5 | 0 | 8,5     | 11            |
| 2     | Dagnė Čiukšytė    | 4 | 3 | 3 | 5,5     | 10            |
| 3     | Daiva Batytė      | 3 | 1 | 6 | 3,5     | 10            |
| R     | Diana Ivoškaitė   | 6 | 1 | 4 | 6,5     | 11            |

### 14. Bulgarien
| Platz | Land                 | G | R | V | Brettp. | Mannschaftsp. |
| ----- | -------------------- | - | - | - | ------- | ------------- |
| 14    | Bulgarien            | 6 | 4 | 4 | 24      | 16            |
| Brett | Spielerin            | G | R | V | Punkte  | Partien       |
| 1     | Antoaneta Stefanowa  | 3 | 5 | 3 | 5,5     | 11            |
| 2     | Margarita Wojska     | 4 | 3 | 4 | 5,5     | 11            |
| 3     | Emilija Dschingarowa | 3 | 4 | 3 | 5       | 10            |
| R     | Marija Weltschewa    | 7 | 2 | 1 | 8       | 10            |

### 15. Schweden
| Platz | Land               | G | R | V | Brettp. | Mannschaftsp. |
| ----- | ------------------ | - | - | - | ------- | ------------- |
| 15    | Schweden           | 6 | 6 | 2 | 24      | 18            |
| Brett | Spielerin          | G | R | V | Punkte  | Partien       |
| 1     | Pia Cramling       | 5 | 7 | 1 | 8,5     | 13            |
| 2     | Swetlana Agrest    | 5 | 4 | 2 | 7       | 11            |
| 3     | Viktoria Johansson | 3 | 5 | 3 | 5,5     | 11            |
| R     | Christin Andersson | 3 | 0 | 4 | 3       | 7             |

### 16. Serbien und Montenegro
| Platz | Land                   | G | R | V | Brettp. | Mannschaftsp. |
| ----- | ---------------------- | - | - | - | ------- | ------------- |
| 16    | Serbien und Montenegro | 5 | 5 | 4 | 24      | 15            |
| Brett | Spielerin              | G | R | V | Punkte  | Partien       |
| 1     | Alisa Marić            | 4 | 7 | 1 | 7,5     | 12            |
| 2     | Nataša Bojković        | 1 | 5 | 3 | 3,5     | 9             |
| 3     | Swetlana Prudnikowa    | 3 | 5 | 2 | 5,5     | 10            |
| R     | Ana Benderać           | 5 | 5 | 1 | 7,5     | 11            |

### 17. Deutschland
| Platz | Land                      | G | R | V | Brettp. | Mannschaftsp. |
| ----- | ------------------------- | - | - | - | ------- | ------------- |
| 17    | Deutschland               | 7 | 3 | 4 | 24      | 17            |
| Brett | Spielerin                 | G | R | V | Punkte  | Partien       |
| 1     | Ketino Kachiani-Gersinska | 3 | 5 | 4 | 5,5     | 12            |
| 2     | Elisabeth Pähtz           | 6 | 2 | 2 | 7       | 10            |
| 3     | Jessica Nill              | 3 | 5 | 2 | 5,5     | 10            |
| R     | Tina Mietzner             | 5 | 2 | 3 | 6       | 10            |

### 18. Ukraine
| Platz | Land             | G | R | V | Brettp. | Mannschaftsp. |
| ----- | ---------------- | - | - | - | ------- | ------------- |
| 18    | Ukraine          | 5 | 6 | 3 | 23,5    | 16            |
| Brett | Spielerin        | G | R | V | Punkte  | Partien       |
| 1     | Natalja Schukowa | 1 | 8 | 3 | 5       | 12            |
| 2     | Inna Gaponenko   | 4 | 6 | 1 | 7       | 11            |
| 3     | Kateryna Lahno   | 6 | 5 | 1 | 8,5     | 12            |
| R     | Olga Alexandrova | 1 | 4 | 2 | 3       | 7             |

### 19. Slowenien
| Platz | Land            | G | R | V | Brettp. | Mannschaftsp. |
| ----- | --------------- | - | - | - | ------- | ------------- |
| 19    | Slowenien       | 7 | 1 | 6 | 23,5    | 15            |
| Brett | Spielerin       | G | R | V | Punkte  | Partien       |
| 1     | Anna Musytschuk | 5 | 5 | 3 | 7,5     | 13            |
| 2     | Ana Srebrnič    | 3 | 2 | 4 | 4       | 9             |
| 3     | Darja Kapš      | 5 | 0 | 4 | 5       | 9             |
| R     | Jana Krivec     | 7 | 0 | 4 | 7       | 11            |

### 20. Rumänien
| Platz | Land                  | G | R | V | Brettp. | Mannschaftsp. |
| ----- | --------------------- | - | - | - | ------- | ------------- |
| 20    | Rumänien              | 5 | 5 | 4 | 23,5    | 15            |
| Brett | Spielerin             | G | R | V | Punkte  | Partien       |
| 1     | Cristina-Adela Foișor | 2 | 7 | 3 | 5,5     | 12            |
| 2     | Corina-Isabela Peptan | 8 | 2 | 2 | 9       | 12            |
| 3     | Gabriela Olărașu      | 6 | 1 | 3 | 6,5     | 10            |
| R     | Alina Moţoc           | 2 | 1 | 5 | 2,5     | 8             |

### 21. Vietnam
| Platz | Land                   | G | R | V | Brettp. | Mannschaftsp. |
| ----- | ---------------------- | - | - | - | ------- | ------------- |
| 21    | Vietnam                | 7 | 1 | 6 | 23,5    | 15            |
| Brett | Spielerin              | G | R | V | Punkte  | Partien       |
| 1     | Nguyễn Thị Thanh An    | 6 | 4 | 3 | 8       | 13            |
| 2     | Lê Kiều Thiên Kim      | 6 | 4 | 3 | 8       | 13            |
| 3     | Lê Thị Phương Liên     | 3 | 1 | 3 | 3,5     | 7             |
| R     | Hoàng Xuân Thanh Khiết | 4 | 0 | 5 | 4       | 9             |

### 22. Aserbaidschan
| Platz | Land                | G | R | V | Brettp. | Mannschaftsp. |
| ----- | ------------------- | - | - | - | ------- | ------------- |
| 22    | Aserbaidschan       | 7 | 2 | 5 | 23      | 16            |
| Brett | Spielerin           | G | R | V | Punkte  | Partien       |
| 1     | Zeinab Məmmədyarova | 5 | 3 | 4 | 6,5     | 12            |
| 2     | Firuza Velikhanli   | 5 | 5 | 4 | 7,5     | 14            |
| 3     | Mehriban Shukurova  | 7 | 4 | 3 | 9       | 14            |
| R     | Afag Khudaverdieva  | 0 | 0 | 2 | 0       | 2             |

### 23. Lettland
| Platz | Land                 | G | R | V | Brettp. | Mannschaftsp. |
| ----- | -------------------- | - | - | - | ------- | ------------- |
| 23    | Lettland             | 7 | 2 | 5 | 23      | 16            |
| Brett | Spielerin            | G | R | V | Punkte  | Partien       |
| 1     | Dana Reizniece-Ozola | 6 | 0 | 5 | 6       | 11            |
| 2     | Ingūna Erneste       | 3 | 1 | 4 | 3,5     | 8             |
| 3     | Laura Rogule         | 5 | 1 | 5 | 5,5     | 11            |
| R     | Ilze Bērziņa         | 7 | 2 | 3 | 8       | 12            |

### 24. Kuba
| Platz | Land                    | G | R | V | Brettp. | Mannschaftsp. |
| ----- | ----------------------- | - | - | - | ------- | ------------- |
| 24    | Kuba                    | 9 | 1 | 4 | 23      | 19            |
| Brett | Spielerin               | G | R | V | Punkte  | Partien       |
| 1     | Maritza Arribas Robaina | 0 | 4 | 5 | 2       | 9             |
| 2     | Sulennis Pina Vega      | 3 | 7 | 1 | 6,5     | 11            |
| 3     | Yaniet Marrero López    | 6 | 4 | 2 | 8       | 12            |
| R     | Vivian Ramón Pita       | 5 | 3 | 2 | 6,5     | 10            |

### 25. Israel
| Platz | Land            | G | R | V | Brettp. | Mannschaftsp. |
| ----- | --------------- | - | - | - | ------- | ------------- |
| 25    | Israel          | 6 | 3 | 5 | 23      | 15            |
| Brett | Spielerin       | G | R | V | Punkte  | Partien       |
| 1     | Angela Borsuk   | 4 | 7 | 3 | 7,5     | 14            |
| 2     | Irina Botwinnik | 0 | 0 | 3 | 0       | 3             |
| 3     | Bella Igla      | 6 | 6 | 1 | 9       | 13            |
| R     | Olga Vasiliev   | 5 | 3 | 4 | 6,5     | 12            |

### 26. Moldawien
| Platz | Land              | G | R | V | Brettp. | Mannschaftsp. |
| ----- | ----------------- | - | - | - | ------- | ------------- |
| 26    | Moldawien         | 7 | 3 | 4 | 23      | 17            |
| Brett | Spielerin         | G | R | V | Punkte  | Partien       |
| 1     | Svetlana Petrenko | 6 | 6 | 1 | 9       | 13            |
| 2     | Anja Susterman    | 2 | 3 | 3 | 3,5     | 8             |
| 3     | Elena Pîrțac      | 3 | 3 | 5 | 4,5     | 11            |
| R     | Carolina Smochină | 5 | 2 | 3 | 6       | 10            |

### 27. Weißrussland
| Platz | Land                | G | R | V | Brettp. | Mannschaftsp. |
| ----- | ------------------- | - | - | - | ------- | ------------- |
| 27    | Belarus             | 7 | 3 | 4 | 23      | 17            |
| Brett | Spielerin           | G | R | V | Punkte  | Partien       |
| 1     | Henrietta Lagwilawa | 4 | 1 | 6 | 4,5     | 11            |
| 2     | Anna Scharewitsch   | 5 | 3 | 3 | 6,5     | 11            |
| 3     | Rachil Ejdelson     | 5 | 4 | 1 | 7       | 10            |
| R     | Natalija Popova     | 2 | 6 | 2 | 5       | 10            |

### 28. Tschechien
| Platz | Land              | G | R | V | Brettp. | Mannschaftsp. |
| ----- | ----------------- | - | - | - | ------- | ------------- |
| 28    | Tschechien        | 6 | 2 | 6 | 22,5    | 14            |
| Brett | Spielerin         | G | R | V | Punkte  | Partien       |
| 1     | Jana Jacková      | 6 | 4 | 1 | 8       | 11            |
| 2     | Olga Sikorová     | 2 | 1 | 7 | 2,5     | 10            |
| 3     | Kateřina Čedíková | 4 | 5 | 2 | 6,5     | 11            |
| R     | Petra Blažková    | 4 | 3 | 3 | 5,5     | 10            |

### 29. Griechenland
| Platz | Land                 | G | R | V | Brettp. | Mannschaftsp. |
| ----- | -------------------- | - | - | - | ------- | ------------- |
| 29    | Griechenland         | 4 | 5 | 5 | 22,5    | 13            |
| Brett | Spielerin            | G | R | V | Punkte  | Partien       |
| 1     | Jelena Dembo         | 5 | 8 | 1 | 9       | 14            |
| 2     | Anna-Maria Botsari   | 2 | 1 | 6 | 2,5     | 9             |
| 3     | Marina Makropoulou   | 4 | 7 | 1 | 7,5     | 12            |
| R     | Ekaterini Fakhiridou | 2 | 3 | 2 | 3,5     | 7             |

### 30. Argentinien
| Platz | Land               | G | R | V | Brettp. | Mannschaftsp. |
| ----- | ------------------ | - | - | - | ------- | ------------- |
| 30    | Argentinien        | 4 | 5 | 5 | 22,5    | 13            |
| Brett | Spielerin          | G | R | V | Punkte  | Partien       |
| 1     | Carolina Luján     | 5 | 6 | 2 | 8       | 13            |
| 2     | Liliana Burijovich | 3 | 5 | 3 | 5,5     | 11            |
| 3     | Sandra Malajovich  | 2 | 3 | 5 | 3,5     | 10            |
| R     | Virginia Justo     | 3 | 5 | 0 | 5,5     | 8             |

### 31. Schweiz
| Platz | Land               | G | R | V | Brettp. | Mannschaftsp. |
| ----- | ------------------ | - | - | - | ------- | ------------- |
| 31    | Schweiz            | 4 | 6 | 4 | 22,5    | 14            |
| Brett | Spielerin          | G | R | V | Punkte  | Partien       |
| 1     | Tatjana Lematschko | 1 | 4 | 6 | 3       | 11            |
| 2     | Barbara Hund       | 6 | 4 | 1 | 8       | 11            |
| 3     | Gundula Heinatz    | 5 | 2 | 2 | 6       | 9             |
| R     | Monika Seps        | 5 | 1 | 5 | 5,5     | 11            |

### 32. Usbekistan
| Platz | Land               | G | R | V | Brettp. | Mannschaftsp. |
| ----- | ------------------ | - | - | - | ------- | ------------- |
| 32    | Usbekistan         | 6 | 2 | 6 | 22,5    | 14            |
| Brett | Spielerin          | G | R | V | Punkte  | Partien       |
| 1     | Olga Sabirova      | 9 | 1 | 3 | 9,5     | 13            |
| 2     | Iroda Hamrakulova  | 2 | 3 | 5 | 3,5     | 10            |
| 3     | Angela Khegai      | 5 | 1 | 5 | 5,5     | 11            |
| R     | Yulduz Hamrakulova | 3 | 2 | 3 | 4       | 8             |

### 33. Kasachstan
| Platz | Land              | G | R | V | Brettp. | Mannschaftsp. |
| ----- | ----------------- | - | - | - | ------- | ------------- |
| 33    | Kasachstan        | 6 | 1 | 7 | 22      | 13            |
| Brett | Spielerin         | G | R | V | Punkte  | Partien       |
| 1     | Mariya Sergeyeva  | 4 | 5 | 3 | 6,5     | 12            |
| 2     | Fljura Chassanowa | 3 | 6 | 2 | 6       | 11            |
| 3     | Sofya Zigangirova | 5 | 2 | 5 | 6       | 12            |
| R     | Yelena Ankudinova | 3 | 1 | 3 | 3,5     | 7             |

### 34. Iran
| Platz | Land                | G | R | V | Brettp. | Mannschaftsp. |
| ----- | ------------------- | - | - | - | ------- | ------------- |
| 34    | Iran                | 4 | 5 | 5 | 22      | 13            |
| Brett | Spielerin           | G | R | V | Punkte  | Partien       |
| 1     | Shadi Paridar       | 7 | 2 | 4 | 8       | 13            |
| 2     | Atousa Pourkashiyan | 5 | 4 | 4 | 7       | 13            |
| 3     | Shirin Navabi       | 4 | 3 | 4 | 5,5     | 11            |
| R     | Mahini Mona Salman  | 1 | 1 | 3 | 1,5     | 5             |

### 35. Mongolei
| Platz | Land                       | G | R | V | Brettp. | Mannschaftsp. |
| ----- | -------------------------- | - | - | - | ------- | ------------- |
| 35    | Mongolei                   | 8 | 1 | 5 | 22      | 17            |
| Brett | Spielerin                  | G | R | V | Punkte  | Partien       |
| 1     | Batchujagiin Möngöntuul    | 6 | 1 | 3 | 6,5     | 10            |
| 2     | Bajanmönchiin Anchtschimeg | 4 | 2 | 7 | 5       | 13            |
| 3     | Tuvshintogs Batceceg       | 8 | 2 | 2 | 9       | 12            |
| R     | Enhbaatar Enhjargal        | 0 | 3 | 4 | 1,5     | 7             |

### 36. Estland
| Platz | Land               | G | R | V | Brettp. | Mannschaftsp. |
| ----- | ------------------ | - | - | - | ------- | ------------- |
| 36    | Estland            | 6 | 3 | 5 | 22      | 15            |
| Brett | Spielerin          | G | R | V | Punkte  | Partien       |
| 1     | Viktoria Baškite   | 3 | 7 | 4 | 6,5     | 14            |
| 2     | Leili Pärnpuu      | 5 | 5 | 3 | 7,5     | 13            |
| 3     | Tuulikki Laesson   | 5 | 1 | 2 | 5,5     | 8             |
| R     | Margit Brokko-Olde | 1 | 3 | 3 | 2,5     | 7             |

### 37. Kolumbien
| Platz | Land                             | G | R | V | Brettp. | Mannschaftsp. |
| ----- | -------------------------------- | - | - | - | ------- | ------------- |
| 37    | Kolumbien                        | 5 | 3 | 6 | 21,5    | 13            |
| Brett | Spielerin                        | G | R | V | Punkte  | Partien       |
| 1     | Nadya Ortiz                      | 6 | 3 | 4 | 7,5     | 13            |
| 2     | Angela Franco Valencia           | 2 | 3 | 3 | 3,5     | 8             |
| 3     | Maricela Palao                   | 4 | 5 | 3 | 6,5     | 12            |
| R     | Jenny Astrid Chirivi Castiblanco | 3 | 2 | 4 | 4       | 9             |

### 38. Norwegen
| Platz | Land                  | G | R | V | Brettp. | Mannschaftsp. |
| ----- | --------------------- | - | - | - | ------- | ------------- |
| 38    | Norwegen              | 6 | 2 | 6 | 21,5    | 14            |
| Brett | Spielerin             | G | R | V | Punkte  | Partien       |
| 1     | Ellen Hagesæther      | 4 | 3 | 4 | 5,5     | 11            |
| 2     | Silje Bjerke          | 2 | 3 | 5 | 3,5     | 10            |
| 3     | Sheila Barth Berntsen | 8 | 3 | 3 | 9,5     | 14            |
| R     | Gro Ferkingstad       | 2 | 2 | 3 | 3       | 7             |

### 39. Kroatien
| Platz | Land          | G | R | V | Brettp. | Mannschaftsp. |
| ----- | ------------- | - | - | - | ------- | ------------- |
| 39    | Kroatien      | 5 | 4 | 5 | 21,5    | 14            |
| Brett | Spielerin     | G | R | V | Punkte  | Partien       |
| 1     | Mirjana Medić | 2 | 6 | 4 | 5       | 12            |
| 2     | Vlasta Maček  | 3 | 4 | 3 | 5       | 10            |
| 3     | Mara Jelica   | 5 | 3 | 3 | 6,5     | 11            |
| R     | Rajna Šargač  | 4 | 2 | 3 | 5       | 9             |

### 40. Malaysia
| Platz | Land                   | G | R | V | Brettp. | Mannschaftsp. |
| ----- | ---------------------- | - | - | - | ------- | ------------- |
| 40    | Malaysia               | 7 | 1 | 6 | 21,5    | 15            |
| Brett | Spielerin              | G | R | V | Punkte  | Partien       |
| 1     | Siti Zulaikha Foudzi   | 4 | 5 | 5 | 6,5     | 14            |
| 2     | Nur Shazwani Zullkafli | 7 | 1 | 5 | 7,5     | 13            |
| 3     | Roslina Marmono        | 1 | 4 | 3 | 3       | 8             |
| R     | Wan Khye Theng         | 3 | 3 | 1 | 4,5     | 7             |

### 41. Kanada
| Platz | Land             | G | R | V | Brettp. | Mannschaftsp. |
| ----- | ---------------- | - | - | - | ------- | ------------- |
| 41    | Kanada           | 6 | 3 | 5 | 21,5    | 15            |
| Brett | Spielerin        | G | R | V | Punkte  | Partien       |
| 1     | Nava Starr       | 7 | 3 | 2 | 8,5     | 12            |
| 2     | Dinara Khaziyeva | 8 | 1 | 3 | 8,5     | 12            |
| 3     | Diane Mongeau    | 2 | 0 | 6 | 2       | 8             |
| R     | Valentina Goutor | 1 | 3 | 6 | 2,5     | 10            |

### 42. Finnland
| Platz | Land            | G | R | V | Brettp. | Mannschaftsp. |
| ----- | --------------- | - | - | - | ------- | ------------- |
| 42    | Finnland        | 4 | 4 | 6 | 21      | 12            |
| Brett | Spielerin       | G | R | V | Punkte  | Partien       |
| 1     | Niina Sammalvuo | 6 | 6 | 2 | 9       | 14            |
| 2     | Tanja Rantanen  | 6 | 2 | 4 | 7       | 12            |
| 3     | Heini Puuska    | 3 | 3 | 5 | 4,5     | 11            |
| R     | Sari Rautanen   | 0 | 1 | 4 | 0,5     | 5             |

### 43. Spanien
| Platz | Land                      | G | R | V | Brettp. | Mannschaftsp. |
| ----- | ------------------------- | - | - | - | ------- | ------------- |
| 43    | Spanien                   | 5 | 5 | 4 | 21      | 15            |
| Brett | Spielerin                 | G | R | V | Punkte  | Partien       |
| 1     | Mónica Calzetta Ruiz      | 1 | 2 | 3 | 2       | 6             |
| 2     | Nieves García Vicente     | 1 | 6 | 4 | 4       | 11            |
| 3     | Yudania Hernández Estévez | 7 | 1 | 5 | 7,5     | 13            |
| R     | Lutgarda González Pérez   | 4 | 7 | 1 | 7,5     | 12            |

### 44. Spanien B
| Platz | Land                      | G | R | V | Brettp. | Mannschaftsp. |
| ----- | ------------------------- | - | - | - | ------- | ------------- |
| 44    | Spanien B                 | 6 | 2 | 6 | 21      | 14            |
| Brett | Spielerin                 | G | R | V | Punkte  | Partien       |
| 1     | Sabrina Vega Gutiérrez    | 4 | 4 | 4 | 6       | 12            |
| 2     | Patricia Llaneza Vega     | 3 | 3 | 5 | 4,5     | 11            |
| 3     | Dafnae Trujillo Delgado   | 5 | 1 | 4 | 5,5     | 10            |
| R     | Paloma Gutierrez Castillo | 3 | 4 | 2 | 5       | 9             |

### 45. Bosnien und Herzegowina
| Platz | Land                    | G | R | V | Brettp. | Mannschaftsp. |
| ----- | ----------------------- | - | - | - | ------- | ------------- |
| 45    | Bosnien und Herzegowina | 5 | 3 | 6 | 21      | 13            |
| Brett | Spielerin               | G | R | V | Punkte  | Partien       |
| 1     | Elena Borić             | 7 | 6 | 1 | 10      | 14            |
| 2     | Dijana Dengler          | 1 | 4 | 5 | 3       | 10            |
| 3     | Sanja Dedijer           | 3 | 7 | 3 | 6,5     | 13            |
| R     | Nada Škrkar             | 1 | 1 | 3 | 1,5     | 5             |

### 46. Italien
| Platz | Land                | G | R | V | Brettp. | Mannschaftsp. |
| ----- | ------------------- | - | - | - | ------- | ------------- |
| 46    | Italien             | 6 | 4 | 4 | 21      | 16            |
| Brett | Spielerin           | G | R | V | Punkte  | Partien       |
| 1     | Elena Sedina        | 4 | 5 | 1 | 6,5     | 10            |
| 2     | Eleonora Ambrosi    | 5 | 1 | 5 | 5,5     | 11            |
| 3     | Laura Costantini    | 3 | 1 | 6 | 3,5     | 10            |
| R     | Mariagrazia De Rosa | 5 | 1 | 5 | 5,5     | 11            |

### 47. Australien
| Platz | Land                | G | R | V | Brettp. | Mannschaftsp. |
| ----- | ------------------- | - | - | - | ------- | ------------- |
| 47    | Australien          | 6 | 1 | 7 | 20,5    | 13            |
| Brett | Spielerin           | G | R | V | Punkte  | Partien       |
| 1     | Irina Berezina      | 2 | 7 | 2 | 5,5     | 11            |
| 2     | Arianne Caoili      | 2 | 2 | 6 | 3       | 10            |
| 3     | Anastasija Sarokina | 5 | 3 | 3 | 6,5     | 11            |
| R     | Ingela Eriksson     | 4 | 3 | 3 | 5,5     | 10            |

### 48. Philippinen
| Platz | Land                | G | R | V | Brettp. | Mannschaftsp. |
| ----- | ------------------- | - | - | - | ------- | ------------- |
| 48    | Philippinen         | 5 | 6 | 3 | 20,5    | 16            |
| Brett | Spielerin           | G | R | V | Punkte  | Partien       |
| 1     | Sherrie Joy Lomibao | 4 | 5 | 5 | 6,5     | 14            |
| 2     | Beverly Mendoza     | 4 | 8 | 2 | 8       | 14            |
| 3     | Lorizel Quizon      | 2 | 8 | 4 | 6       | 14            |

Die Ersatzspielerin Aices Salvador wurde nicht eingesetzt.

### 49. Portugal
| Platz | Land                | G | R | V | Brettp. | Mannschaftsp. |
| ----- | ------------------- | - | - | - | ------- | ------------- |
| 49    | Portugal            | 6 | 4 | 4 | 20,5    | 16            |
| Brett | Spielerin           | G | R | V | Punkte  | Partien       |
| 1     | Catarina Leite      | 2 | 3 | 6 | 3,5     | 11            |
| 2     | Margarida Coimbra   | 3 | 5 | 3 | 5,5     | 11            |
| 3     | Ariana Pintor       | 6 | 1 | 4 | 6,5     | 11            |
| R     | Ana Filipa Baptista | 4 | 2 | 3 | 5       | 9             |

### 50. Venezuela
| Platz | Land                     | G | R | V | Brettp. | Mannschaftsp. |
| ----- | ------------------------ | - | - | - | ------- | ------------- |
| 50    | Venezuela                | 5 | 3 | 6 | 20,5    | 13            |
| Brett | Spielerin                | G | R | V | Punkte  | Partien       |
| 1     | Sarai Sanchez Castillo   | 4 | 5 | 4 | 6,5     | 13            |
| 2     | Zaida Hernández Graterol | 1 | 3 | 7 | 2,5     | 11            |
| 3     | Josefina Martinez Aleidi | 7 | 2 | 2 | 8       | 11            |
| R     | Aliris Sánchez Gonzalez  | 2 | 3 | 2 | 3,5     | 7             |

### 51. Island
| Platz | Land                          | G | R | V | Brettp. | Mannschaftsp. |
| ----- | ----------------------------- | - | - | - | ------- | ------------- |
| 51    | Island                        | 6 | 2 | 6 | 20,5    | 14            |
| Brett | Spielerin                     | G | R | V | Punkte  | Partien       |
| 1     | Lenka Ptáčníková              | 5 | 6 | 1 | 8       | 12            |
| 2     | Guðlaug Þorsteinsdóttir       | 4 | 2 | 5 | 5       | 11            |
| 3     | Guðfríður Lilja Grétarsdóttir | 3 | 2 | 5 | 4       | 10            |
| R     | Harpa Ingólfsdóttir           | 3 | 1 | 5 | 3,5     | 9             |

### 52. Wales
| Platz | Land               | G | R | V | Brettp. | Mannschaftsp. |
| ----- | ------------------ | - | - | - | ------- | ------------- |
| 52    | Wales              | 4 | 5 | 5 | 20,5    | 13            |
| Brett | Spielerin          | G | R | V | Punkte  | Partien       |
| 1     | Abigail Cast       | 3 | 9 | 2 | 7,5     | 14            |
| 2     | Deborah Evans-Quek | 0 | 4 | 4 | 2       | 8             |
| 3     | Olivia Smith       | 6 | 4 | 2 | 8       | 12            |
| R     | Julie Wilson       | 2 | 2 | 4 | 3       | 8             |

### 53. Türkei
| Platz | Land                        | G | R | V | Brettp. | Mannschaftsp. |
| ----- | --------------------------- | - | - | - | ------- | ------------- |
| 53    | Türkei                      | 5 | 2 | 7 | 20,5    | 13            |
| Brett | Spielerin                   | G | R | V | Punkte  | Partien       |
| 1     | Betül Cemre Yıldız Kadıoğlu | 5 | 3 | 5 | 6,5     | 13            |
| 2     | Nilüfer Çınar Çorlulu       | 3 | 0 | 6 | 3       | 9             |
| 3     | Zehra Topel                 | 2 | 3 | 5 | 3,5     | 10            |
| R     | Aslı Bayrak                 | 6 | 3 | 1 | 7,5     | 10            |

### 54. Brasilien
| Platz | Land           | G | R | V | Brettp. | Mannschaftsp. |
| ----- | -------------- | - | - | - | ------- | ------------- |
| 54    | Brasilien      | 4 | 4 | 6 | 20,5    | 12            |
| Brett | Spielerin      | G | R | V | Punkte  | Partien       |
| 1     | Suzana Chang   | 2 | 6 | 4 | 5       | 12            |
| 2     | Regina Ribeiro | 4 | 5 | 2 | 6,5     | 11            |
| 3     | Joara Chaves   | 4 | 1 | 5 | 4,5     | 10            |
| R     | Evandra Cruz   | 3 | 3 | 3 | 4,5     | 9             |

### 55. Österreich
| Platz | Land                    | G | R | V | Brettp. | Mannschaftsp. |
| ----- | ----------------------- | - | - | - | ------- | ------------- |
| 55    | Österreich              | 6 | 0 | 8 | 20      | 12            |
| Brett | Spielerin               | G | R | V | Punkte  | Partien       |
| 1     | Helene Mira             | 4 | 5 | 3 | 6,5     | 12            |
| 2     | Anna-Christina Kopinits | 5 | 1 | 5 | 5,5     | 11            |
| 3     | Maria Horvath           | 3 | 2 | 5 | 4       | 10            |
| R     | Sonja Sommer            | 3 | 2 | 4 | 4       | 9             |

### 56. Mazedonien
| Platz | Land              | G | R | V | Brettp. | Mannschaftsp. |
| ----- | ----------------- | - | - | - | ------- | ------------- |
| 56    | Mazedonien        | 6 | 2 | 6 | 20      | 14            |
| Brett | Spielerin         | G | R | V | Punkte  | Partien       |
| 1     | Gabriela Koskoska | 6 | 3 | 3 | 7,5     | 12            |
| 2     | Vesna Sekulovska  | 3 | 7 | 2 | 6,5     | 12            |
| 3     | Katerina Jonoska  | 4 | 2 | 5 | 5       | 11            |
| R     | Ivana Georgieva   | 1 | 0 | 6 | 1       | 7             |

### 57. Mexiko
| Platz | Land                         | G | R | V | Brettp. | Mannschaftsp. |
| ----- | ---------------------------- | - | - | - | ------- | ------------- |
| 57    | Mexiko                       | 4 | 4 | 6 | 20      | 12            |
| Brett | Spielerin                    | G | R | V | Punkte  | Partien       |
| 1     | Yadira Hernández Guerrero    | 4 | 1 | 6 | 4,5     | 11            |
| 2     | Edith Xio Mara García García | 3 | 5 | 3 | 5,5     | 11            |
| 3     | Guadalupe Vázquez            | 2 | 1 | 5 | 2,5     | 8             |
| R     | Alejandra Guerrero Rodríguez | 6 | 3 | 3 | 7,5     | 12            |

### 58. Kirgisistan
| Platz | Land                 | G | R | V | Brettp. | Mannschaftsp. |
| ----- | -------------------- | - | - | - | ------- | ------------- |
| 58    | Kirgisistan          | 4 | 4 | 6 | 20      | 12            |
| Brett | Spielerin            | G | R | V | Punkte  | Partien       |
| 1     | Greta Lim            | 5 | 0 | 9 | 5       | 14            |
| 2     | Janyl Tilenbaeva     | 3 | 7 | 4 | 6,5     | 14            |
| 3     | Bakhtygul Tilenbaeva | 8 | 1 | 5 | 8,5     | 14            |

### 59. Indonesien
| Platz | Land                    | G | R | V | Brettp. | Mannschaftsp. |
| ----- | ----------------------- | - | - | - | ------- | ------------- |
| 59    | Indonesien              | 5 | 3 | 6 | 20      | 13            |
| Brett | Spielerin               | G | R | V | Punkte  | Partien       |
| 1     | Norasa Verdiana         | 0 | 1 | 7 | 0,5     | 8             |
| 2     | Evi Lindiawati          | 3 | 6 | 5 | 6       | 14            |
| 3     | Irine Kharisma Sukandar | 8 | 4 | 0 | 10      | 12            |
| R     | Stefani Dian Cheri      | 3 | 1 | 4 | 3,5     | 8             |

### 60. Guatemala
| Platz | Land                            | G | R | V | Brettp. | Mannschaftsp. |
| ----- | ------------------------------- | - | - | - | ------- | ------------- |
| 60    | Guatemala                       | 6 | 2 | 6 | 20      | 14            |
| Brett | Spielerin                       | G | R | V | Punkte  | Partien       |
| 1     | Silvia Carolina Mazariegos      | 3 | 2 | 5 | 4       | 10            |
| 2     | Ingrid Lorena Martinez          | 6 | 1 | 5 | 6,5     | 12            |
| 3     | Karla Monterroso Ochoa          | 2 | 1 | 6 | 2,5     | 9             |
| R     | Dina Lissette Castillo Meléndez | 6 | 2 | 3 | 7       | 11            |

### 61. Peru
| Platz | Land                    | G | R | V | Brettp. | Mannschaftsp. |
| ----- | ----------------------- | - | - | - | ------- | ------------- |
| 61    | Peru                    | 6 | 2 | 5 | 20      | 14            |
| Brett | Spielerin               | G | R | V | Punkte  | Partien       |
| 1     | Karen Zapata            | 4 | 2 | 6 | 5       | 12            |
| 2     | Miryam Calle Soto       | 3 | 3 | 3 | 4,5     | 9             |
| 3     | Ingrid Aliaga Fernández | 4 | 3 | 4 | 5,5     | 11            |
| R     | Deysi Cori              | 4 | 2 | 1 | 5       | 7             |

Die peruanische Mannschaft nahm das Turnier erst zur zweiten Runde auf. Alle Ergebnisse verstehen sich aus 13 Wettkämpfen.

### 62. Albanien
| Platz | Land                | G | R | V | Brettp. | Mannschaftsp. |
| ----- | ------------------- | - | - | - | ------- | ------------- |
| 62    | Albanien            | 5 | 4 | 5 | 20      | 14            |
| Brett | Spielerin           | G | R | V | Punkte  | Partien       |
| 1     | Rozana Çima         | 2 | 8 | 4 | 6       | 14            |
| 2     | Roela Pasku         | 4 | 4 | 5 | 6       | 13            |
| 3     | Arta Driza          | 6 | 4 | 4 | 8       | 14            |
| R     | Esmeralda Babamusta | 0 | 0 | 1 | 0       | 1             |

### 63. Ecuador
| Platz | Land                  | G | R | V  | Brettp. | Mannschaftsp. |
| ----- | --------------------- | - | - | -- | ------- | ------------- |
| 63    | Ecuador               | 6 | 3 | 05 | 19,5    | 15            |
| Brett | Spielerin             | G | R | V  | Punkte  | Partien       |
| 1     | Martha Fierro         | 6 | 4 | 04 | 8       | 14            |
| 2     | Rocio Vasquez Ramirez | 7 | 3 | 04 | 8,5     | 14            |
| 3     | Jessenia Rojas Solano | 2 | 2 | 10 | 3       | 14            |

### 64. Dänemark
| Platz | Land                          | G | R | V | Brettp. | Mannschaftsp. |
| ----- | ----------------------------- | - | - | - | ------- | ------------- |
| 64    | Dänemark                      | 4 | 4 | 6 | 19,5    | 12            |
| Brett | Spielerin                     | G | R | V | Punkte  | Partien       |
| 1     | Evgenia Peicheva-Hansen       | 4 | 7 | 2 | 7,5     | 13            |
| 2     | Oksana Vovk                   | 1 | 4 | 5 | 3       | 10            |
| 3     | Elena Gerasimovich-Steffensen | 3 | 3 | 4 | 4,5     | 10            |
| R     | Miriam Olsen                  | 4 | 1 | 4 | 4,5     | 9             |

### 65. Libanon
| Platz | Land              | G | R | V | Brettp. | Mannschaftsp. |
| ----- | ----------------- | - | - | - | ------- | ------------- |
| 65    | Libanon           | 5 | 1 | 8 | 19,5    | 11            |
| Brett | Spielerin         | G | R | V | Punkte  | Partien       |
| 1     | Knarik Mouradian  | 6 | 3 | 3 | 7,5     | 12            |
| 2     | Elena Nekrasova   | 5 | 4 | 4 | 7       | 13            |
| 3     | Suzanne Mouradian | 3 | 3 | 6 | 4,5     | 12            |
| R     | Youmna Makhlouf   | 0 | 1 | 4 | 0,5     | 5             |

### 66. IPCA
| Platz | Land              | G | R | V | Brettp. | Mannschaftsp. |
| ----- | ----------------- | - | - | - | ------- | ------------- |
| 66    | IPCA              | 4 | 2 | 8 | 19,5    | 10            |
| Brett | Spielerin         | G | R | V | Punkte  | Partien       |
| 1     | Martina Valíčková | 2 | 7 | 3 | 5,5     | 12            |
| 2     | Galina Dymshits   | 4 | 3 | 5 | 5,5     | 12            |
| 3     | Galina Melnik     | 2 | 5 | 2 | 4,5     | 9             |
| R     | Alia Kudrina      | 3 | 2 | 4 | 4       | 9             |

### 67. Irak
| Platz | Land                  | G | R | V | Brettp. | Mannschaftsp. |
| ----- | --------------------- | - | - | - | ------- | ------------- |
| 67    | Irak                  | 4 | 1 | 8 | 19,5    | 11            |
| Brett | Spielerin             | G | R | V | Punkte  | Partien       |
| 1     | Raneen Sabah Moslem   | 1 | 3 | 5 | 2,5     | 9             |
| 2     | Zena Basil Ghazala    | 2 | 2 | 5 | 3       | 9             |
| 3     | Delbak Ibrahim        | 5 | 0 | 5 | 5       | 10            |
| R     | Jannar Worya Mohammed | 6 | 3 | 2 | 7,5     | 11            |

Die Mannschaft erhielt in der zehnten Runde ein Freilos, welches mit 2 Mannschafts- und 1,5 Brettpunkten bewertet wurde.

### 68. Südafrika
| Platz | Land                 | G | R | V | Brettp. | Mannschaftsp. |
| ----- | -------------------- | - | - | - | ------- | ------------- |
| 68    | Südafrika            | 5 | 2 | 7 | 19      | 12            |
| Brett | Spielerin            | G | R | V | Punkte  | Partien       |
| 1     | Cecile van der Merwe | 4 | 5 | 3 | 6,5     | 12            |
| 2     | Mignon Pretorius     | 1 | 1 | 6 | 1,5     | 8             |
| 3     | Denise Frick         | 5 | 1 | 5 | 5,5     | 11            |
| R     | Jenine Ellappen      | 5 | 1 | 5 | 5,5     | 11            |

### 69. Bangladesch
| Platz | Land                  | G | R | V | Brettp. | Mannschaftsp. |
| ----- | --------------------- | - | - | - | ------- | ------------- |
| 69    | Bangladesch           | 3 | 5 | 6 | 19      | 11            |
| Brett | Spielerin             | G | R | V | Punkte  | Partien       |
| 1     | Rani Hamid            | 4 | 3 | 5 | 5,5     | 12            |
| 2     | Seyda Shabana Parveen | 2 | 7 | 2 | 5,5     | 11            |
| 3     | Zakia Sultana         | 4 | 4 | 5 | 6       | 13            |
| R     | Nazrana Khan          | 1 | 2 | 3 | 2       | 6             |

### 70. Tadschikistan
| Platz | Land               | G | R | V | Brettp. | Mannschaftsp. |
| ----- | ------------------ | - | - | - | ------- | ------------- |
| 70    | Tadschikistan      | 6 | 2 | 6 | 19      | 14            |
| Brett | Spielerin          | G | R | V | Punkte  | Partien       |
| 1     | Elena Nuritdinova  | 4 | 6 | 4 | 7       | 14            |
| 2     | Lidiya Antonova    | 0 | 1 | 2 | 0,5     | 3             |
| 3     | Nadezhda Antonova  | 4 | 3 | 6 | 5,5     | 13            |
| R     | Zebo Ulugkhozhaeva | 4 | 4 | 4 | 6       | 12            |

### 71. Bolivien
| Platz | Land                     | G | R | V | Brettp. | Mannschaftsp. |
| ----- | ------------------------ | - | - | - | ------- | ------------- |
| 71    | Bolivien                 | 5 | 2 | 7 | 19      | 12            |
| Brett | Spielerin                | G | R | V | Punkte  | Partien       |
| 1     | Carly Wendy Borda Rivera | 2 | 4 | 6 | 4       | 12            |
| 2     | Raisa Luna Ortiz         | 4 | 3 | 4 | 5,5     | 11            |
| 3     | Gabriela Solís Talamas   | 4 | 2 | 4 | 5       | 10            |
| R     | Estefany Barrenechea     | 4 | 1 | 4 | 4,5     | 9             |

### 72. Costa Rica
| Platz | Land                   | G | R | V | Brettp. | Mannschaftsp. |
| ----- | ---------------------- | - | - | - | ------- | ------------- |
| 72    | Costa Rica             | 4 | 1 | 8 | 19      | 11            |
| Brett | Spielerin              | G | R | V | Punkte  | Partien       |
| 1     | Carolina Muñoz Solís   | 4 | 6 | 3 | 7       | 13            |
| 2     | Verónica García Castro | 5 | 0 | 8 | 5       | 13            |
| 3     | Betsi Fallas Marín     | 5 | 1 | 7 | 5,5     | 13            |

Die Mannschaft erhielt in der neunten Runde ein Freilos, welches mit 2 Mannschafts- und 1,5 Brettpunkten bewertet wurde.

### 73. Botswana
| Platz | Land               | G | R | V | Brettp. | Mannschaftsp. |
| ----- | ------------------ | - | - | - | ------- | ------------- |
| 73    | Botswana           | 5 | 2 | 6 | 19      | 14            |
| Brett | Spielerin          | G | R | V | Punkte  | Partien       |
| 1     | Boikhutso Mudongo  | 5 | 2 | 4 | 6       | 11            |
| 2     | Tuduetso Sabure    | 5 | 0 | 5 | 5       | 10            |
| 3     | Boitumelo Reetsang | 2 | 1 | 6 | 2,5     | 9             |
| R     | Tshepiso Lopang    | 4 | 0 | 5 | 4       | 9             |

Die Mannschaft erhielt in der zwölften Runde ein Freilos, welches mit 2 Mannschafts- und 1,5 Brettpunkten bewertet wurde.

### 74. Luxemburg
| Platz | Land               | G | R | V | Brettp. | Mannschaftsp. |
| ----- | ------------------ | - | - | - | ------- | ------------- |
| 74    | Luxemburg          | 4 | 5 | 5 | 18,5    | 13            |
| Brett | Spielerin          | G | R | V | Punkte  | Partien       |
| 1     | Elvira Berend      | 6 | 6 | 0 | 9       | 12            |
| 2     | Grazyna Bakalarz   | 4 | 4 | 4 | 6       | 12            |
| 3     | Fiona Steil-Antoni | 2 | 2 | 8 | 3       | 12            |
| R     | Myriam Pleim       | 0 | 1 | 5 | 0,5     | 6             |

### 75. IBCA
| Platz | Land                      | G | R | V | Brettp. | Mannschaftsp. |
| ----- | ------------------------- | - | - | - | ------- | ------------- |
| 75    | IBCA                      | 5 | 1 | 8 | 18,5    | 11            |
| Brett | Spielerin                 | G | R | V | Punkte  | Partien       |
| 1     | Annemarie Maeckelbergh    | 1 | 4 | 4 | 3       | 9             |
| 2     | Anna Stolarczyk           | 3 | 6 | 3 | 6       | 12            |
| 3     | Concepción Salas Rasillas | 3 | 4 | 4 | 5       | 11            |
| R     | Józefa Spychała           | 2 | 5 | 2 | 4,5     | 9             |

In der ersten Runde wurde ein Brett ohne namentliche Zuordnung frei gelassen.

### 76. Puerto Rico
| Platz | Land                         | G | R | V | Brettp. | Mannschaftsp. |
| ----- | ---------------------------- | - | - | - | ------- | ------------- |
| 76    | Puerto Rico                  | 5 | 1 | 7 | 18,5    | 13            |
| Brett | Spielerin                    | G | R | V | Punkte  | Partien       |
| 1     | Miriam Basem-Hassan          | 4 | 3 | 4 | 5,5     | 11            |
| 2     | Chrissy Lynn Oquendo Serrano | 2 | 2 | 5 | 3       | 9             |
| 3     | Hilzandryly Pacheco Medina   | 6 | 1 | 5 | 6,5     | 12            |
| R     | Joyce Lee Martorell Martínez | 2 | 0 | 5 | 2       | 7             |

Die Mannschaft erhielt in der vorletzten Runde ein Freilos, welches mit 2 Mannschafts- und 1,5 Brettpunkten bewertet wurde.

### 77. Dominikanische Republik
| Platz | Land                    | G | R | V | Brettp. | Mannschaftsp. |
| ----- | ----------------------- | - | - | - | ------- | ------------- |
| 77    | Dominikanische Republik | 5 | 3 | 6 | 18      | 13            |
| Brett | Spielerin               | G | R | V | Punkte  | Partien       |
| 1     | Dorisbel Muñoz          | 1 | 2 | 8 | 2       | 11            |
| 2     | Keyla José Polanco      | 4 | 7 | 3 | 7,5     | 14            |
| 3     | Mercedes de la Cruz     | 7 | 2 | 4 | 8       | 13            |
| R     | Gissel Bouret           | 0 | 1 | 3 | 0,5     | 4             |

### 78. Neuseeland
| Platz | Land             | G | R | V | Brettp. | Mannschaftsp. |
| ----- | ---------------- | - | - | - | ------- | ------------- |
| 78    | Neuseeland       | 5 | 0 | 8 | 18      | 12            |
| Brett | Spielerin        | G | R | V | Punkte  | Partien       |
| 1     | Evgenia Charmova | 4 | 3 | 4 | 5,5     | 11            |
| 2     | Vivian Smith     | 5 | 1 | 5 | 5,5     | 11            |
| 3     | Sue Maroroa      | 4 | 2 | 3 | 5       | 9             |
| R     | Helen Courtney   | 0 | 1 | 7 | 0,5     | 8             |

Die Mannschaft erhielt in der letzten Runde ein Freilos, welches mit 2 Mannschafts- und 1,5 Brettpunkten bewertet wurde.

### 79. Sri Lanka
| Platz | Land                             | G | R | V | Brettp. | Mannschaftsp. |
| ----- | -------------------------------- | - | - | - | ------- | ------------- |
| 79    | Sri Lanka                        | 4 | 2 | 7 | 18      | 12            |
| Brett | Spielerin                        | G | R | V | Punkte  | Partien       |
| 1     | Gamage Yashod Methmali Uluwitike | 2 | 4 | 4 | 4       | 10            |
| 2     | Pramodya Ruchirani Senanayaka    | 3 | 1 | 6 | 3,5     | 10            |
| 3     | Ayodhya Liyanagedara             | 2 | 5 | 3 | 4,5     | 10            |
| R     | Harshani Konara                  | 4 | 1 | 4 | 4,5     | 9             |

Die Mannschaft erhielt in der letzten Runde ein Freilos, welches mit 2 Mannschafts- und 1,5 Brettpunkten bewertet wurde.

### 80. Irland
| Platz | Land                   | G | R | V | Brettp. | Mannschaftsp. |
| ----- | ---------------------- | - | - | - | ------- | ------------- |
| 80    | Irland                 | 4 | 3 | 7 | 17,5    | 11            |
| Brett | Spielerin              | G | R | V | Punkte  | Partien       |
| 1     | Suzanne Connolly       | 1 | 8 | 3 | 5       | 12            |
| 2     | Gearoidin Ui Laighleis | 2 | 4 | 4 | 4       | 10            |
| 3     | Deborah Quinn          | 0 | 3 | 7 | 1,5     | 10            |
| R     | Hannah Lowry-O'Reilly  | 6 | 2 | 2 | 7       | 10            |

### 81. Fidschi
| Platz | Land            | G | R | V  | Brettp. | Mannschaftsp. |
| ----- | --------------- | - | - | -- | ------- | ------------- |
| 81    | Fidschi         | 6 | 0 | 07 | 16,5    | 14            |
| Brett | Spielerin       | G | R | V  | Punkte  | Partien       |
| 1     | Gloria Sukhu    | 3 | 0 | 10 | 3       | 13            |
| 2     | Kieran Lyons    | 8 | 0 | 05 | 8       | 13            |
| 3     | Andrea Frentina | 3 | 2 | 08 | 4       | 13            |

Die Mannschaft erhielt in der sechsten Runde ein Freilos, welches mit 2 Mannschafts- und 1,5 Brettpunkten bewertet wurde. Die Ersatzspielerin Sharma Shradha wurde im Turnierverlauf nicht eingesetzt.

### 82. Libyen
| Platz | Land               | G | R | V  | Brettp. | Mannschaftsp. |
| ----- | ------------------ | - | - | -- | ------- | ------------- |
| 82    | Libyen             | 2 | 1 | 10 | 13,5    | 7             |
| Brett | Spielerin          | G | R | V  | Punkte  | Partien       |
| 1     | Khadija El-Fouloud | 7 | 3 | 03 | 8,5     | 13            |
| 2     | Wafa Mohamed       | 1 | 1 | 06 | 1,5     | 8             |
| 3     | Eiman Mohamed      | 0 | 2 | 08 | 1       | 10            |
| R     | Khalood El-Fouloud | 1 | 0 | 07 | 1       | 8             |

Die Mannschaft erhielt in der achten Runde ein Freilos, welches mit 2 Mannschafts- und 1,5 Brettpunkten bewertet wurde.

### 83. Japan
| Platz | Land               | G | R | V | Brettp. | Mannschaftsp. |
| ----- | ------------------ | - | - | - | ------- | ------------- |
| 83    | Japan              | 2 | 2 | 9 | 12,5    | 8             |
| Brett | Spielerin          | G | R | V | Punkte  | Partien       |
| 1     | Emiko Nakagawa     | 2 | 7 | 4 | 5,5     | 13            |
| 2     | Akemi Kashioka     | 0 | 0 | 9 | 0       | 9             |
| 3     | Akemi Matsuo       | 4 | 0 | 5 | 4       | 9             |
| R     | Hisako Wakabayashi | 0 | 3 | 5 | 1,5     | 8             |

Die Mannschaft erhielt in der siebenten Runde ein Freilos, welches mit 2 Mannschafts- und 1,5 Brettpunkten bewertet wurde.

### 84. Trinidad und Tobago
| Platz | Land                | G | R | V | Brettp. | Mannschaftsp. |
| ----- | ------------------- | - | - | - | ------- | ------------- |
| 84    | Trinidad und Tobago | 3 | 1 | 9 | 12      | 9             |
| Brett | Spielerin           | G | R | V | Punkte  | Partien       |
| 1     | Sinead Furlong      | 2 | 0 | 8 | 2       | 10            |
| 2     | Aditi Soondarsingh  | 2 | 1 | 8 | 2,5     | 11            |
| 3     | Arlene Blackman     | 5 | 0 | 6 | 5       | 11            |
| R     | Lyndy-Ann Guiseppi  | 1 | 0 | 6 | 1       | 7             |

Die Mannschaft erhielt in der dritten Runde ein Freilos, welches mit 2 Mannschafts- und 1,5 Brettpunkten bewertet wurde.

### 85. Honduras
| Platz | Land                    | G | R | V  | Brettp. | Mannschaftsp. |
| ----- | ----------------------- | - | - | -- | ------- | ------------- |
| 85    | Honduras                | 2 | 2 | 09 | 12      | 8             |
| Brett | Spielerin               | G | R | V  | Punkte  | Partien       |
| 1     | Carolina Torres Leslie  | 2 | 5 | 06 | 4,5     | 13            |
| 2     | Sari Esther Durón Godoy | 3 | 3 | 07 | 4,5     | 13            |
| 3     | Claudia Urbina          | 0 | 3 | 10 | 1,5     | 13            |

Die Mannschaft erhielt in der vierten Runde ein Freilos, welches mit 2 Mannschafts- und 1,5 Brettpunkten bewertet wurde.

### 86. Kenia
| Platz | Land                    | G | R | V  | Brettp. | Mannschaftsp. |
| ----- | ----------------------- | - | - | -- | ------- | ------------- |
| 86    | Kenia                   | 2 | 0 | 11 | 11      | 6             |
| Brett | Spielerin               | G | R | V  | Punkte  | Partien       |
| 1     | Evelyne Gichuru Wanjiru | 1 | 1 | 11 | 1,5     | 13            |
| 2     | Jane Wambugu Wanjiru    | 2 | 1 | 10 | 2,5     | 13            |
| 3     | Linda Abur Amollo       | 4 | 3 | 06 | 5,5     | 13            |

Die Mannschaft erhielt in der vierten Runde ein Freilos, welches mit 2 Mannschafts- und 1,5 Brettpunkten bewertet wurde. Die Ersatzspielerin Elizabeth Minayo kam nicht zum Einsatz.

### 87. Amerikanische Jungferninseln
| Platz | Land                         | G | R | V  | Brettp. | Mannschaftsp. |
| ----- | ---------------------------- | - | - | -- | ------- | ------------- |
| 87    | Amerikanische Jungferninseln | 1 | 0 | 12 | 8       | 4             |
| Brett | Spielerin                    | G | R | V  | Punkte  | Partien       |
| 1     | Ila Mody                     | 2 | 2 | 08 | 3       | 12            |
| 2     | Gail Widmer-Babic            | 1 | 2 | 09 | 2       | 12            |
| 3     | Kalima Schmidt               | 0 | 1 | 06 | 0,5     | 7             |
| R     | Patrice Claxton              | 0 | 2 | 06 | 1       | 8             |

Die Mannschaft erhielt in der zweiten Runde ein Freilos, welches mit 2 Mannschafts- und 1,5 Brettpunkten bewertet wurde.